# Budapesti Temetkezési Intézet
A Budapesti Közművek Nonprofit Zrt. BTI Temetkezési Divízió (2021. szeptember 1. előtt: Budapesti Temetkezési Intézet Zrt., röviden: BTI) a Budapesti Közműveknek a fővárosi temetők és azok temetkezéssel kapcsolatos feladatainak (pontosabban utóbbiaknak egy részének) kezelésért felelős alegysége, korábban fővárosi tulajdonú vállalatként működött.

## Története

### Az alapítástól a második világháborúig
Budapesten (az 1873-as egyesítés előtt Buda, Pest, Óbuda) a legrégebbi idők óta voltak temetkezések, azonban ezeket központi vállalat hosszú időn át nem fogta egybe. A 19. század folyamán kezdtek kialakulni a mai nagy fővárosi temetők (Fiumei úti sírkert [1849], Új köztemető [1891], Farkasréti temető [1894], Óbudai temető [1910] stb.), azonban a központi temetkezési intézet megszületéséig a Tanácsköztársaság idejéig kellett várni, ugyanis a temetkezéseket magánvállalatok látták el. A rövid életű Tanácsköztársaság alatt köztulajdonba vették a különböző üzemeltetésű temetőket, és 1919. augusztus 7-én felállították a Budapest Székesfővárosi Községi Temetkezési Intézetet. Ennek elsősorban az állt a hátterében, hogy a döntéshozók a temetkezések teljes körét kegyeleti, szociális és rendészeti szempontokból hatósági feladattá akarták nyilvánítani.
Talán a fenti döntés volt a Tanácsuralom egyetlen maradandó intézkedése, amelyet a Horthy-korszak is támogatott: 1920. június 30-án az előterjesztést hivatalosan elfogadták, és az intézkedést jóváhagyták. Ezt egy 1925-ben hozott szabályrendeletet jogilag is lehetővé tette, egyben kizárta a temetkezési célra adható iparengedélyek lehetőségét és a lakásról történő közvetlen temetést is, egyben kötelezővé tette a temetőkben történő ravatalozást. Az új rendelet értelmében a temetők gondozása is a kezébe került, a temetésekre pedig 6-féle, 50-től 350 pengőig terjedő árkategóriát is létrehoztak.

### A szocializmus alatt
A második világháború után újjászervezték a vállalkozást. 1949-ben a Temetkezési Intézet jogutódaként megalakult a Fővárosi Temetkezési Vállalat. Ugyanekkor Budapest peremkerületeinek temetőit is a céghez csatolták, illetve 23 budai és 52 pesti temetőt bezártak. (Ez a sors várt a Fiumei úti sírkertre is, amelyet el is akartak bontani, azonban végül 1956-ban Nemzeti Pantheonná nyilvánították.) Ekkoriban összesen 49 temető felett rendelkezett az Intézet. Ez évente a 470.000 fő lakosságtöbblethez képest évi 1%-os halálozással számolva mintegy 5000-es évi temetkezési-feladat növekedést jelentett. (Maguk a települések csak 1950-ben kerültek jogilag a fővároshoz.)
A temetkezések gyorsítására 1968-ban a Kozma utcai temetőben megépült Az Új köztemető krematóriuma, amely 2007-ig volt használatban. 2007 óta ezt a feladatot a Csömöri Sírkert és Hamvasztóüzem látja el.
A vállalat ebben az időben nem mindig volt képes a feladatai maradéktalan ellátására, sőt, olykor kifejezetten kegyeletsértő módon bánt a halottakkal, vagy a temetőkkel. Az 1980-as években Tímár Péter fényképész Gyász címmel egy fotósorozatot is közölt, amely a halottakkal való nem megfelelő, kegyeletsértő bánásmódra hívta fel a figyelmet a krematórium dolgozói részéről. (Egymásra dobált, vagy éppen felfordított koporsók, kilógó fejek, kezek, lábak, stb.) Nem sokkal később nyilvános kiállítás is nyílt a fényképekből, amelyet azonban a fővárosi tanács mindössze két nap után be is záratott.

### A rendszerváltozás után
Az intézet neve 1990-ben Budapesti Temetkezési Intézet Rt.-re majd 2007-ben Budapesti Temetkezési Intézet Zrt.-re változott.
1994-ben született a döntés a szervezet jelenlegi működési formájáról. Mint a Fővárosi Önkormányzat zártkörűen működő részvénytársasága, a Budapest Temetkezési Intézet kizárólagos tulajdonosa Budapest 14 temetőjének.
Nagy port kavart 2007. május 2-án Kádár János Fiumei úti sírkertben lévő sírjának feltörése, és csontjainak eltulajdonítása.
A 2000-es évekre a temetkezési szokások jelentősen átalakultak, az addig jellemzően koporsós temetést fokozatosan felváltotta a hamvasztás. Míg a hamvasztás országos átlaga 60% körül volt 2016-ban, Budapestre és a többi nagyvárosra is már ekkor a 70-90%-os átlag volt a jellemző.
A temetkezési szakma egy meglehetősen elzárt és félelmetes világot sejtet, a társadalomban számos tévképzet él vele kapcsolatban. Ezeket a temetkezési szakemberek időről-időre igyekeznek eloszlatni. Ennek ellenére előfordult már, hogy egyes vélekedéseket / híreket szakemberek is megerősítettek – vagy éppen olyan nyugtalanító történeteket meséltek el, amelyekről csak a legszűkebb szakmai kör tudott.

### A Nemzeti Emlékhely és Kegyeleti Bizottság
Tekintve a régi (nem csak budapesti) temetők területén található számos művészi igényességű síremléket, illetve a különböző hírességek, történelmi személyek maradványait, 1999-ben létrehozták a Nemzeti Emlékhely és Kegyeleti Bizottságot, amelynek feladatai közé tartozik a nemzeti és történelmi emlékhelyekkel, a nemzeti sírkerttel és a nemzeti gyásszal kapcsolatos tevékenységek ellátása, valamint megemlékezések, konferenciák illetve az egyéb kegyeleti kérdésekkel kapcsolatos ügyek koordinálása.
2013-tól a NEKB munkáját segíti a Nemzeti Örökség Intézete.
2021. szeptember 1-jén német mintára az összes többi közszolgáltatást végző budapesti önkormányzati tulajdonú céggel (FŐTÁV Nonprofit Zrt., FKF Nonprofit Zrt., FŐKERT Nonprofit Zrt., BTI Nonprofit Zrt. és a FŐKÉTÜSZ Nonprofit Kft.) együtt egyetlen fővárosi tulajdonú nagyvállalatba olvadt Budapesti Közművek néven.

## Igazgatók
Forrás:
- 1919–1926 Posgay Géza
- 1926–1937 Dr. Ádámy István
- 1938–1943 Rostagni Achilles
- 1943–1948 Litvay (Lisziewicz) Nándor
- 1948–1949 Kalamár József
- 1950–1962 Szép József
- 1962–1966 Aleva Lajos
- 1966–1967 Lakner Gyula
- 1968–1971 Kreil Vilmos
- 1971–1972 Dr. Bozsik József
- 1972–1974 Czitron Lajos
- 1975–1975 Gulyás Sándor mb.
- 1976–1983 Szeili Dezső
- 1983–2000 Ladányi Jenő
- 2000–2010 Simóka Kálmánné dr.
- 2010–2020 Horváth József

## Egyéb irodalom
- Legyen akaratod szerint. Kegyeleti katalógus, Trio Produkció, Budapest, 2000, ISBN 963-036-179-5
- Radó Dezső: A temető csendje. Riportok és meditációk a temetkezésről, Vízügyi Dokumentációs Szolgáltató Leányvállalat, Budapest, 1987, ISBN 963-602-425-1
- 60 év a kegyelet szolgálatában, Budapesti Temetkezési Intézet, Budapest, 1979.
- Varga Julianna: 80 év a kegyelet szolgálatában. A budapesti temetők története, Budapesti Temetkezési Intézet Zrt., Budapest, 1999.
- Technológiai kézikönyv. A Budapesti temetkezési alaptevékenységgel kapcsolatban kiadott technológiai utasítások gyűjteménye (1987–1999), Budapesti Temetkezési Intézet Rt., Budapest, 1999.
- (szerk.) Dalia László: 100 éves a Budapesti Temetkezési Intézet, Budapesti Temetkezési Intézet, Budapest, 2019, ISBN 978-615-81145-2-3

Az egyes temetőkre vonatkozó irodalmakat ld. az egyes temetők szócikkeinél. Bővebb lista:
- Közvetlenül vagy közvetve a Kerepesi úti temetőhöz is kapcsolódó könyvek és írások In: A Kerepesi úti temető válogatott bibliográfiája. epa.oszk.hu. (Hozzáférés: 2021. december 25.)